# Тврдојевац
Тврдојевац је насеље у Србији у општини Уб у Колубарском округу. Према попису из 2022. било је 245 становника.

## Демографија
У насељу Тврдојевац живи 336 пунолетних становника, а просечна старост становништва износи 45,5 година (44,5 код мушкараца и 46,5 код жена). У насељу има 130 домаћинстава, а просечан број чланова по домаћинству је 3,09.
Ово насеље је великим делом насељено Србима (према попису из 2002. године), а у последња три пописа, примећен је пад у броју становника.
|  |

| Демографија | Демографија | Демографија |
| Година      | Становника  | Становника  |
| ----------- | ----------- | ----------- |
| 1948.       | 674         |             |
| 1953.       | 688         |             |
| 1961.       | 671         |             |
| 1971.       | 607         |             |
| 1981.       | 504         |             |
| 1991.       | 434         | 433         |
| 2002.       | 402         | 408         |

| Етнички састав према попису из 2002.‍ | Етнички састав према попису из 2002.‍ | Етнички састав према попису из 2002.‍ | Етнички састав према попису из 2002.‍ | Етнички састав према попису из 2002.‍ |
| ------------------------------------ | ------------------------------------ | ------------------------------------ | ------------------------------------ | ------------------------------------ |
|                                      |                                      |                                      |                                      |                                      |
| Срби                                 | Срби                                 |                                      | 397                                  | 98,75%                               |
| Југословени                          | Југословени                          |                                      | 4                                    | 0,99%                                |
| Хрвати                               | Хрвати                               |                                      | 1                                    | 0,24%                                |
| непознато                            | непознато                            |                                      | 0                                    | 0,0%                                 |

| Година пописа     | 1948. | 1953. | 1961. | 1971. | 1981. | 1991. | 2002. |
| ----------------- | ----- | ----- | ----- | ----- | ----- | ----- | ----- |
| Број домаћинстава | 127   | 131   | 143   | 140   | 138   | 133   | 130   |

| Број чланова      | 1  | 2  | 3  | 4  | 5 | 6 | 7 | 8 | 9 | 10 и више | Просек |
| ----------------- | -- | -- | -- | -- | - | - | - | - | - | --------- | ------ |
| Број домаћинстава | 24 | 36 | 21 | 25 | 9 | 7 | 8 | 0 | 0 | 0         | 3,09   |

| Пол    | Укупно | Неожењен/Неудата | Ожењен/Удата | Удовац/Удовица | Разведен/Разведена | Непознато |
| ------ | ------ | ---------------- | ------------ | -------------- | ------------------ | --------- |
| Мушки  | 173    | 51               | 114          | 6              | 2                  | 0         |
| Женски | 173    | 19               | 119          | 33             | 2                  | 0         |
| УКУПНО | 346    | 70               | 233          | 39             | 4                  | 0         |

| Пол    | Укупно                    | Пољопривреда, лов и шумарство | Рибарство                            | Вађење руде и камена | Прерађивачка индустрија       |
| ------ | ------------------------- | ----------------------------- | ------------------------------------ | -------------------- | ----------------------------- |
| Мушки  | 97                        | 63                            | 1                                    | 4                    | 17                            |
| Женски | 41                        | 30                            | 0                                    | 0                    | 5                             |
| УКУПНО | 138                       | 93                            | 1                                    | 4                    | 22                            |
| Пол    | Производња и снабдевање   | Грађевинарство                | Трговина                             | Хотели и ресторани   | Саобраћај, складиштење и везе |
| Мушки  | 1                         | 5                             | 3                                    | 0                    | 2                             |
| Женски | 0                         | 1                             | 2                                    | 0                    | 0                             |
| УКУПНО | 1                         | 6                             | 5                                    | 0                    | 2                             |
| Пол    | Финансијско посредовање   | Некретнине                    | Државна управа и одбрана             | Образовање           | Здравствени и социјални рад   |
| Мушки  | 0                         | 0                             | 1                                    | 0                    | 0                             |
| Женски | 0                         | 0                             | 0                                    | 1                    | 2                             |
| УКУПНО | 0                         | 0                             | 1                                    | 1                    | 2                             |
| Пол    | Остале услужне активности | Приватна домаћинства          | Екстериторијалне организације и тела | Непознато            | Непознато                     |
| Мушки  | 0                         | 0                             | 0                                    | 0                    | 0                             |
| Женски | 0                         | 0                             | 0                                    | 0                    | 0                             |
| УКУПНО | 0                         | 0                             | 0                                    | 0                    | 0                             |